# 南考文垂 (英國國會選區)

選區在西密德蘭郡的位置

南考文垂（英語：Coventry South），英國國會一自治市選區，包括西密德蘭郡的考文垂南部。設於1950年，1974年撤銷，1997年恢復。
本區只有1959年一次支持過保守黨，其餘時間一直支持工黨。2010年大選中吉姆·卡寧厄姆以41.8%選票勝出該區連任。